# Омуль
Омуль, або омуль звичайний (Coregonus autumnalis) — вид сигів, родина Лососеві (Salmonidae). 
Поширений у річках Арктичного басейну у Євразії на схід від Мезені (відсутній у Обі) та у Байкалі, у Америці — від мису Барроу до затоки Коронейшн. 
Був інтродукований (переважно невдало) до багатьох країн колишнього СРСР. Проводилося також вселення його й до водойм України, але наявність його в українських водах під сумнівом.
Прісноводна, іноді анадромна бентопелагічна риба, до 65 см довжиною.